# Lijst van onroerend erfgoed in Antwerpen/Antwerpen-Noord
Een overzicht van het onroerend erfgoed in Antwerpen-Noord, zijnde de wijken Amandus-Atheneum en Stuivenberg in de gemeente Antwerpen. Het onroerend erfgoed maakt onderdeel uit van het cultureel erfgoed in België.

## Bouwkundig erfgoed
| Object                                                                 | Erfgoedstatus? | Bouwjaar of architect | Deelgemeente | Adres                                                                                       | Coördinaten                   | Nummer? | Afbeelding                                                             |
| ---------------------------------------------------------------------- | -------------- | --------------------- | ------------ | ------------------------------------------------------------------------------------------- | ----------------------------- | ------- | ---------------------------------------------------------------------- |
| Politiecommissariaat van de 10de Wijk                                  |                | 1898 Michel De Braey  | Antwerpen    | Sint-Jobstraat 63                                                                           | 51° 13' 41" NB, 4° 25' 29" OL | 6528    | Politiecommissariaat van de 10de Wijk                                  |
| Gekoppelde modernistische appartementsgebouwen                         |                |                       | Antwerpen    | Bisschopstraat 17-25                                                                        | 51° 13' 8" NB, 4° 25' 28" OL  | 6531    | Gekoppelde modernistische appartementsgebouwen                         |
| Burgerhuis in neo-Lodewijk XVI-stijl                                   |                |                       | Antwerpen    | Bisschopstraat 67                                                                           | 51° 13' 12" NB, 4° 25' 34" OL | 6532    | Burgerhuis in neo-Lodewijk XVI-stijl                                   |
| Dokterswoning in beaux-artsstijl                                       |                |                       | Antwerpen    | Bisschopstraat 20                                                                           | 51° 13' 8" NB, 4° 25' 30" OL  | 6533    | Dokterswoning in beaux-artsstijl                                       |
| Bloemmolens en Groote Bakkerij                                         |                |                       | Antwerpen    | Brugstraat 8-14                                                                             | 51° 13' 36" NB, 4° 25' 9" OL  | 6592    | Bloemmolens en Groote Bakkerij                                         |
| Rubens Paleis                                                          |                |                       | Antwerpen    | Carnotstraat 13-17                                                                          | 51° 13' 8" NB, 4° 25' 21" OL  | 6603    | Rubens Paleis                                                          |
| Modernistisch appartementsgebouw                                       |                |                       | Antwerpen    | Carnotstraat 43                                                                             | 51° 13' 8" NB, 4° 25' 25" OL  | 6604    | Modernistisch appartementsgebouw                                       |
| Modernistisch appartementsgebouw                                       |                |                       | Antwerpen    | Carnotstraat 45                                                                             | 51° 13' 8" NB, 4° 25' 26" OL  | 6605    | Modernistisch appartementsgebouw                                       |
| Modernistisch appartementsgebouw                                       |                |                       | Antwerpen    | Bisschopstraat 1                                                                            | 51° 13' 7" NB, 4° 25' 27" OL  | 6606    | Modernistisch appartementsgebouw                                       |
| Herenhuis in beaux-artsstijl                                           |                |                       | Antwerpen    | Carnotstraat 123                                                                            | 51° 13' 5" NB, 4° 25' 40" OL  | 6607    | Herenhuis in beaux-artsstijl                                           |
| Winkelhuis in neo-Vlaamserenaissance-stijl                             |                |                       | Antwerpen    | Carnotstraat 125                                                                            | 51° 13' 4" NB, 4° 25' 38" OL  | 6608    | Winkelhuis in neo-Vlaamserenaissance-stijl                             |
| Beluik                                                                 |                |                       | Antwerpen    | Congresstraat 26/1-20                                                                       | 51° 13' 6" NB, 4° 25' 38" OL  | 6641    | Beluik                                                                 |
| Burgerhuis in eclectische stijl                                        |                |                       | Antwerpen    | Constitutiestraat 13-15                                                                     | 51° 13' 14" NB, 4° 25' 37" OL | 6649    | Burgerhuis in eclectische stijl                                        |
| Eclectisch winkelhuis                                                  |                |                       | Antwerpen    | Dambruggestraat 19                                                                          | 51° 13' 9" NB, 4° 25' 24" OL  | 6662    | Eclectisch winkelhuis                                                  |
| Gekoppelde burgerhuizen in Louis-Philippestijl                         |                |                       | Antwerpen    | Dambruggestraat 33-35                                                                       | 51° 13' 11" NB, 4° 25' 23" OL | 6664    | Gekoppelde burgerhuizen in Louis-Philippestijl                         |
| Herenhuis in neoclassicistische stijl                                  |                |                       | Antwerpen    | Dambruggestraat 49                                                                          | 51° 13' 13" NB, 4° 25' 23" OL | 6665    | Herenhuis in neoclassicistische stijl                                  |
| Geheel van vier meergezinswoningen                                     |                |                       | Antwerpen    | Dambruggestraat 61-67                                                                       | 51° 13' 14" NB, 4° 25' 22" OL | 6666    | Geheel van vier meergezinswoningen                                     |
| Neoclassicistisch burgerhuis                                           |                |                       | Antwerpen    | Dambruggestraat 155                                                                         | 51° 13' 23" NB, 4° 25' 17" OL | 6668    | Neoclassicistisch burgerhuis                                           |
| Burgerhuis in art-nouveaustijl                                         |                |                       | Antwerpen    | Dambruggestraat 193                                                                         | 51° 13' 31" NB, 4° 25' 17" OL | 6669    | Burgerhuis in art-nouveaustijl                                         |
| Neoclassicistisch burgerhuis                                           |                |                       | Antwerpen    | Dambruggestraat 221                                                                         | 51° 13' 33" NB, 4° 25' 18" OL | 6670    | Neoclassicistisch burgerhuis                                           |
| Burgerhuis in beaux-artsstijl                                          |                |                       | Antwerpen    | Dambruggestraat 78                                                                          | 51° 13' 15" NB, 4° 25' 23" OL | 6671    | Burgerhuis in beaux-artsstijl                                          |
| Neoclassicistisch burgerhuis                                           |                |                       | Antwerpen    | Dambruggestraat 256                                                                         | 51° 13' 33" NB, 4° 25' 20" OL | 6672    | Neoclassicistisch burgerhuis                                           |
| Godshuis Robert Joostens en Godshuis Lemmé                             |                |                       | Antwerpen    | Dambruggestraat 304                                                                         | 51° 13' 41" NB, 4° 25' 21" OL | 6673    | Godshuis Robert Joostens en Godshuis Lemmé                             |
| Burgerhuis in neo-Vlaamserenaissance-stijl                             |                |                       | Antwerpen    | De Coninckplein 19                                                                          | 51° 13' 18" NB, 4° 25' 12" OL | 6682    | Burgerhuis in neo-Vlaamserenaissance-stijl                             |
| Neogotisch burgerhuis                                                  |                |                       | Antwerpen    | De Coninckplein 20                                                                          | 51° 13' 19" NB, 4° 25' 13" OL | 6683    | Neogotisch burgerhuis                                                  |
| Rijstpellerij Albert Elsen                                             |                |                       | Antwerpen    | De Pretstraat 3-5, 3B                                                                       | 51° 13' 46" NB, 4° 25' 3" OL  | 6721    | Rijstpellerij Albert Elsen                                             |
| Magazijn Ernest                                                        |                |                       | Antwerpen    | De Pretstraat 11                                                                            | 51° 13' 43" NB, 4° 25' 3" OL  | 6722    | Magazijn Ernest                                                        |
| Paardenstal en pakhuis van de Katoen Natie                             |                |                       | Antwerpen    | De Waghemakerestraat, Van Aerdtstraat 31-33                                                 | 51° 13' 41" NB, 4° 24' 59" OL | 6724    | Paardenstal en pakhuis van de Katoen Natie                             |
| Magazijn La Nationale                                                  |                |                       | Antwerpen    | De Waghemakerestraat, Van Aerdtstraat 31-33                                                 | 51° 13' 41" NB, 4° 24' 59" OL | 6725    | Magazijn La Nationale                                                  |
| Burgerhuis in art-nouveaustijl                                         |                |                       | Antwerpen    | De Waghemakerestraat 40                                                                     | 51° 13' 41" NB, 4° 25' 0" OL  | 6726    | Burgerhuis in art-nouveaustijl                                         |
| Meergezinswoning in neorococostijl                                     |                |                       | Antwerpen    | De Waghemakerestraat 42                                                                     | 51° 13' 42" NB, 4° 25' 0" OL  | 6727    | Meergezinswoning in neorococostijl                                     |
| Magazijn Paolo                                                         |                |                       | Antwerpen    | Duboisstraat 46                                                                             | 51° 13' 43" NB, 4° 25' 4" OL  | 6748    | Magazijn Paolo                                                         |
| Magazijnen Alfred en Schmidt                                           |                |                       | Antwerpen    | Duboisstraat 48, 50A                                                                        | 51° 13' 43" NB, 4° 25' 6" OL  | 6749    | Magazijnen Alfred en Schmidt                                           |
| Winkelhuis in neotraditionele stijl                                    |                |                       | Antwerpen    | Duinstraat 27                                                                               | 51° 13' 20" NB, 4° 25' 39" OL | 6750    | Winkelhuis in neotraditionele stijl                                    |
| Sociale woonblokken Geelhandplaats                                     |                |                       | Antwerpen    | Duinstraat 83, 93, Geelhandplaats 1-36                                                      | 51° 13' 22" NB, 4° 25' 48" OL | 6751    | Sociale woonblokken Geelhandplaats                                     |
| Lagere Jongensschool 6 en Lagere Meisjesschool 2                       |                |                       | Antwerpen    | Duinstraat 14-16, 16A                                                                       | 51° 13' 19" NB, 4° 25' 38" OL | 6752    | Lagere Jongensschool 6 en Lagere Meisjesschool 2                       |
| Steegbeluik met arbeiderswoningen                                      |                |                       | Antwerpen    | Duinsteeg 2-25, 26, 1A                                                                      | 51° 13' 19" NB, 4° 25' 50" OL | 6753    | Steegbeluik met arbeiderswoningen                                      |
| Café en burgerhuis in art-nouveaustijl                                 |                |                       | Antwerpen    | Ellermanstraat 48-50                                                                        | 51° 13' 46" NB, 4° 25' 5" OL  | 6756    | Café en burgerhuis in art-nouveaustijl                                 |
| Café in art-nouveaustijl                                               |                |                       | Antwerpen    | Ellermanstraat 58                                                                           | 51° 13' 47" NB, 4° 25' 7" OL  | 6757    | Café in art-nouveaustijl                                               |
| Stedelijke Kindertuin 11                                               |                |                       | Antwerpen    | Everaertsstraat 47                                                                          | 51° 13' 38" NB, 4° 25' 26" OL | 6758    | Stedelijke Kindertuin 11                                               |
| Lagere jongensschool van de Sint-Amandusparochie                       |                |                       | Antwerpen    | Everaertsstraat 97-99                                                                       | 51° 13' 39" NB, 4° 25' 37" OL | 6759    | Lagere jongensschool van de Sint-Amandusparochie                       |
| Zakkenmagazijn Van Ooteghem, later bierdepot John Martin Ltd.          |                |                       | Antwerpen    | Everaertsstraat 101-103                                                                     | 51° 13' 40" NB, 4° 25' 38" OL | 6760    | Zakkenmagazijn Van Ooteghem, later bierdepot John Martin Ltd.          |
| Lagere meisjesschool van de Sint-Amandusparochie                       |                |                       | Antwerpen    | Everaertsstraat 56                                                                          | 51° 13' 37" NB, 4° 25' 27" OL | 6761    | Lagere meisjesschool van de Sint-Amandusparochie                       |
| Burgerhuis in neo-Vlaamserenaissance-stijl                             |                |                       | Antwerpen    | Familiestraat 18                                                                            | 51° 13' 34" NB, 4° 25' 60" OL | 6762    | Burgerhuis in neo-Vlaamserenaissance-stijl                             |
| Koninklijk Atheneum                                                    | Monument       |                       | Antwerpen    | Franklin Rooseveltplaats 11                                                                 | 51° 13' 13" NB, 4° 25' 6" OL  | 6771    | Koninklijk Atheneum                                                    |
| Burgerhuis in art-nouveaustijl                                         |                |                       | Antwerpen    | Fuggerstraat 16                                                                             | 51° 13' 45" NB, 4° 25' 6" OL  | 6787    | Burgerhuis in art-nouveaustijl                                         |
| Eclectisch burgerhuis                                                  |                |                       | Antwerpen    | Geulincxstraat 23                                                                           | 51° 13' 38" NB, 4° 24' 57" OL | 6794    | Eclectisch burgerhuis                                                  |
| Burgerhuis in neoclassicistische stijl                                 |                |                       | Antwerpen    | Greinstraat 79                                                                              | 51° 13' 15" NB, 4° 25' 32" OL | 6800    | Burgerhuis in neoclassicistische stijl                                 |
| Twee watertorens                                                       | Monument       |                       | Antwerpen    | Halenstraat                                                                                 | 51° 13' 38" NB, 4° 26' 10" OL | 6832    | Twee watertorens                                                       |
| Brandweerkazerne                                                       | Monument       |                       | Antwerpen    | Halenstraat 81                                                                              | 51° 13' 40" NB, 4° 25' 53" OL | 6833    | Brandweerkazerne                                                       |
| Sociaal woonblok ontworpen door Hugo Van Kuyck                         |                |                       | Antwerpen    | Halenstraat 61-71, Meloenstraat 2-20, Pompoenstraat 2-12, Veldstraat 91-109                 | 51° 13' 40" NB, 4° 26' 4" OL  | 6834    | Sociaal woonblok ontworpen door Hugo Van Kuyck                         |
| Handelsteeg                                                            |                |                       | Antwerpen    | Handelsteeg 1-4, 6, 10-12, 15, 20-21, 24, 27, 30-36, 37-38                                  | 51° 13' 26" NB, 4° 25' 49" OL | 6835    | Handelsteeg                                                            |
| Burgerwelzijn, pleinbeluik                                             |                |                       | Antwerpen    | Burgerwelzijn 1-28                                                                          | 51° 13' 22" NB, 4° 25' 43" OL | 6836    | Burgerwelzijn, pleinbeluik                                             |
| Gespiegelde arbeiderswoningen                                          |                |                       | Antwerpen    | Herderinstraat 12-26                                                                        | 51° 13' 23" NB, 4° 25' 44" OL | 6875    | Gespiegelde arbeiderswoningen                                          |
| Gekoppelde burgerhuizen in neoclassicistische stijl                    |                |                       | Antwerpen    | Hollandstraat 30-32                                                                         | 51° 13' 26" NB, 4° 25' 10" OL | 6882    | Gekoppelde burgerhuizen in neoclassicistische stijl                    |
| Neo-Vlaamse renaissance burgerhuis                                     |                |                       | Antwerpen    | Italiëlei 41                                                                                | 51° 13' 42" NB, 4° 24' 52" OL | 6896    | Neo-Vlaamse renaissance burgerhuis                                     |
| Neoclassicistische burgerwoning                                        |                |                       | Antwerpen    | Italiëlei 67                                                                                | 51° 13' 38" NB, 4° 24' 54" OL | 6897    | Neoclassicistische burgerwoning                                        |
| Neoclassicistisch burgerhuis                                           |                |                       | Antwerpen    | Italiëlei 177                                                                               | 51° 13' 24" NB, 4° 24' 60" OL | 6898    | Neoclassicistisch burgerhuis                                           |
| Hotel Louis Retsin                                                     |                |                       | Antwerpen    | Italiëlei 179                                                                               | 51° 13' 23" NB, 4° 24' 60" OL | 6899    | Hotel Louis Retsin                                                     |
| Parochiekerk Sint-Willibrordus                                         | Monument       | Leonard Blomme        | Antwerpen    | Kerkstraat 89                                                                               | 51° 13' 11" NB, 4° 25' 56" OL | 6993    | Parochiekerk Sint-Willibrordus                                         |
| Burgerhuis in art-nouveaustijl                                         |                |                       | Antwerpen    | Kerkstraat 13                                                                               | 51° 13' 4" NB, 4° 25' 42" OL  | 6994    | Burgerhuis in art-nouveaustijl                                         |
| Burgerhuis in beaux-artsstijl                                          |                |                       | Antwerpen    | Kerkstraat 69                                                                               | 51° 13' 8" NB, 4° 25' 49" OL  | 6995    | Burgerhuis in beaux-artsstijl                                          |
| Burgerhuis in Louis-Philippestijl                                      |                |                       | Antwerpen    | Kerkstraat 161                                                                              | 51° 13' 11" NB, 4° 26' 6" OL  | 6996    | Burgerhuis in Louis-Philippestijl                                      |
| Neoclassicistisch burgerhuis                                           |                |                       | Antwerpen    | Kerkstraat 167                                                                              | 51° 13' 11" NB, 4° 26' 7" OL  | 6997    | Neoclassicistisch burgerhuis                                           |
| Architectenwoning Ferdinand Van Mierlo                                 |                |                       | Antwerpen    | Kerkstraat 171                                                                              | 51° 13' 11" NB, 4° 26' 7" OL  | 6998    | Architectenwoning Ferdinand Van Mierlo                                 |
| Neoclassicistisch herenhuis met tuin                                   | Monument       |                       | Antwerpen    | Kerkstraat 32                                                                               | 51° 13' 4" NB, 4° 25' 47" OL  | 6999    | Neoclassicistisch herenhuis met tuin                                   |
| Burgerhuis in Louis-Philippestijl                                      |                |                       | Antwerpen    | Kerkstraat 42                                                                               | 51° 13' 5" NB, 4° 25' 48" OL  | 7000    | Burgerhuis in Louis-Philippestijl                                      |
| Burgerhuis in neoclassicistische stijl                                 |                |                       | Antwerpen    | Kerkstraat 72                                                                               | 51° 13' 6" NB, 4° 25' 52" OL  | 7001    | Burgerhuis in neoclassicistische stijl                                 |
| Burgerhuis in neoclassicistische stijl                                 |                |                       | Antwerpen    | Kerkstraat 74                                                                               | 51° 13' 7" NB, 4° 25' 53" OL  | 7002    | Burgerhuis in neoclassicistische stijl                                 |
| Ensemble burgerhuizen in neoclassicistische stijl                      |                |                       | Antwerpen    | Kerkstraat 120-128                                                                          | 51° 13' 9" NB, 4° 26' 1" OL   | 7003    | Ensemble burgerhuizen in neoclassicistische stijl                      |
| Poortje Soep Jan van Boom                                              |                |                       | Antwerpen    | Kerkstraat 168                                                                              |                               | 7004    | Poortje Soep Jan van Boom                                              |
| Burgerhuis in art-nouveaustijl                                         |                |                       | Antwerpen    | Kersbeekstraat 9                                                                            | 51° 13' 16" NB, 4° 26' 18" OL | 7006    | Burgerhuis in art-nouveaustijl                                         |
| Politiecommissariaat van de 5de Wijk                                   |                |                       | Antwerpen    | Klappeistraat 2                                                                             | 51° 13' 16" NB, 4° 25' 44" OL | 7009    | Politiecommissariaat van de 5de Wijk                                   |
| Fabriek De Neef                                                        |                |                       | Antwerpen    | Lange Beeldekensstraat 205-207                                                              | 51° 13' 17" NB, 4° 25' 51" OL | 7109    | Fabriek De Neef                                                        |
| Beluik Neefsteeg                                                       |                |                       | Antwerpen    | Neefsteeg 1-20, 21                                                                          | 51° 13' 18" NB, 4° 25' 51" OL | 7110    | Beluik Neefsteeg                                                       |
| Steeg met huisjes                                                      |                |                       | Antwerpen    | Tien-Gebodensteeg 1-10                                                                      |                               | 7111    | Steeg met huisjes                                                      |
| Stuivenberggasthuis                                                    |                |                       | Antwerpen    | Boerhaavestraat 18-20, Lange Beeldekensstraat 267, Pothoekstraat 109                        | 51° 13' 24" NB, 4° 26' 5" OL  | 7112    | Stuivenberggasthuis                                                    |
| Parochiekerk Heilig Hart                                               |                |                       | Antwerpen    | Lange Beeldekensstraat 22                                                                   | 51° 13' 15" NB, 4° 25' 20" OL | 7113    | Parochiekerk Heilig Hart                                               |
| Lagere Jongensschool 15 en Lagere Meisjesschool 14                     |                |                       | Antwerpen    | Lange Beeldekensstraat 258                                                                  | 51° 13' 18" NB, 4° 26' 3" OL  | 7114    | Lagere Jongensschool 15 en Lagere Meisjesschool 14                     |
| Onderwijzerswoning van de Lagere Meisjesschool 14                      |                |                       | Antwerpen    | Lange Beeldekensstraat 260                                                                  | 51° 13' 18" NB, 4° 26' 3" OL  | 7115    | Upload foto                                                            |
| Neoclassicistisch burgerhuis                                           |                |                       | Antwerpen    | Lange Beeldekensstraat 272                                                                  | 51° 13' 19" NB, 4° 26' 7" OL  | 7116    | Neoclassicistisch burgerhuis                                           |
| Rij neoclassicistische arbeiderswoningen                               |                |                       | Antwerpen    | Lange Dijkstraat 103-111                                                                    | 51° 13' 47" NB, 4° 25' 13" OL | 7117    | Rij neoclassicistische arbeiderswoningen                               |
| Magazijnen Saint Joseph                                                |                |                       | Antwerpen    | Lange Dijkstraat 98                                                                         | 51° 13' 46" NB, 4° 25' 14" OL | 7118    | Magazijnen Saint Joseph                                                |
| Klooster, kapel en school van de zusters franciscanessen               | Monument       |                       | Antwerpen    | Lange Kongostraat 21, Pothoekstraat 112                                                     | 51° 13' 25" NB, 4° 26' 16" OL | 7129    | Klooster, kapel en school van de zusters franciscanessen               |
| Neoclassicistische arbeiderswoning                                     |                |                       | Antwerpen    | Lange Van Bloerstraat 2                                                                     | 51° 13' 14" NB, 4° 25' 49" OL | 7202    | Neoclassicistische arbeiderswoning                                     |
| Steegbeluik                                                            |                |                       | Antwerpen    | Lange Zavelstraat 57-59                                                                     | 51° 13' 22" NB, 4° 25' 40" OL | 7223    | Steegbeluik                                                            |
| Geheel van vier burgerhuizen in neoclassicistische en art-nouveaustijl |                |                       | Antwerpen    | Lovelingstraat 2, 6-8, Sint-Willibrordusstraat 39                                           | 51° 13' 14" NB, 4° 25' 54" OL | 7244    | Geheel van vier burgerhuizen in neoclassicistische en art-nouveaustijl |
| Burger- en winkelhuis in art-nouveaustijl                              |                |                       | Antwerpen    | Lovelingstraat 56-58                                                                        | 51° 13' 10" NB, 4° 25' 53" OL | 7245    | Burger- en winkelhuis in art-nouveaustijl                              |
| Burgerhuis in neoclassicistische stijl                                 |                |                       | Antwerpen    | Lovelingstraat 60                                                                           | 51° 13' 10" NB, 4° 25' 53" OL | 7246    | Burgerhuis in neoclassicistische stijl                                 |
| Burgerhuis met art-nouveau-inslag                                      |                |                       | Antwerpen    | Lovelingstraat 64                                                                           | 51° 13' 10" NB, 4° 25' 53" OL | 7247    | Burgerhuis met art-nouveau-inslag                                      |
| Pakhuis                                                                |                |                       | Antwerpen    | Marnixstraat 30                                                                             |                               | 7308    | Pakhuis                                                                |
| Architectenwoning Joseph Ditvoorts                                     |                |                       | Antwerpen    | Nachtegaalstraat 35                                                                         | 51° 13' 24" NB, 4° 25' 22" OL | 7369    | Architectenwoning Joseph Ditvoorts                                     |
| Gekoppelde burgerhuizen in beaux-artsstijl                             |                |                       | Antwerpen    | Nachtegaalstraat 45-47                                                                      | 51° 13' 24" NB, 4° 25' 20" OL | 7370    | Gekoppelde burgerhuizen in beaux-artsstijl                             |
| Monument ter ere van Lode Craeybeckx                                   |                |                       | Antwerpen    | Offerandestraat                                                                             |                               | 7383    | Monument ter ere van Lode Craeybeckx                                   |
| Betalende Lagere Meisjesschool                                         |                |                       | Antwerpen    | Offerandestraat 19                                                                          | 51° 13' 12" NB, 4° 25' 28" OL | 7384    | Betalende Lagere Meisjesschool                                         |
| Eclectisch burgerhuis                                                  |                |                       | Antwerpen    | Olijftakstraat 19                                                                           | 51° 13' 27" NB, 4° 25' 1" OL  | 7385    | Eclectisch burgerhuis                                                  |
| Burgerhuis in neotraditionele stijl                                    |                |                       | Antwerpen    | Olijftakstraat 16                                                                           | 51° 13' 25" NB, 4° 25' 0" OL  | 7386    | Burgerhuis in neotraditionele stijl                                    |
| Gekoppelde winkelhuizen in art-nouveaustijl                            |                |                       | Antwerpen    | Onderwijsstraat 34-36, 36A                                                                  | 51° 13' 31" NB, 4° 26' 5" OL  | 7397    | Gekoppelde winkelhuizen in art-nouveaustijl                            |
| Burgerhuis in neoclassicistische stijl                                 |                |                       | Antwerpen    | Oranjestraat 35                                                                             | 51° 13' 40" NB, 4° 25' 15" OL | 7409    | Burgerhuis in neoclassicistische stijl                                 |
| Lagere Jongensschool 12 en Lagere Meisjesschool 7                      |                |                       | Antwerpen    | Biekorfstraat 21, Oranjestraat 100-104                                                      | 51° 13' 41" NB, 4° 25' 26" OL | 7410    | Lagere Jongensschool 12 en Lagere Meisjesschool 7                      |
| Appartementsgebouw in art-decostijl                                    |                |                       | Antwerpen    | Osystraat 26-28                                                                             | 51° 13' 20" NB, 4° 25' 7" OL  | 7413    | Appartementsgebouw in art-decostijl                                    |
| Architectenwoning Jean-Laurent Hasse                                   |                |                       | Antwerpen    | Osystraat 58                                                                                | 51° 13' 23" NB, 4° 25' 9" OL  | 7414    | Architectenwoning Jean-Laurent Hasse                                   |
| Sint-Henricusgesticht                                                  |                |                       | Antwerpen    | Oudesteenweg 81                                                                             | 51° 13' 37" NB, 4° 25' 14" OL | 7421    | Sint-Henricusgesticht                                                  |
| Comptoir Sucrier                                                       |                |                       | Antwerpen    | Oudesteenweg 85-91                                                                          |                               | 7422    | Comptoir Sucrier                                                       |
| Gekoppelde arbeidershuizen                                             |                |                       | Antwerpen    | Oudesteenweg 101-105                                                                        | 51° 13' 38" NB, 4° 25' 18" OL | 7423    | Gekoppelde arbeidershuizen                                             |
| Burgerhuis in Louis-Philippestijl                                      |                |                       | Antwerpen    | Oudesteenweg 15                                                                             | 51° 13' 31" NB, 4° 25' 10" OL | 7424    | Burgerhuis in Louis-Philippestijl                                      |
| Pastorie van de Sint-Willibrordusparochie                              |                |                       | Antwerpen    | Pastorijstraat 37                                                                           | 51° 13' 11" NB, 4° 25' 59" OL | 7444    | Pastorie van de Sint-Willibrordusparochie                              |
| Burgerhuis in neo-Vlaamserenaissance-stijl                             |                |                       | Antwerpen    | Pothoekstraat 59                                                                            | 51° 13' 18" NB, 4° 26' 12" OL | 7468    | Burgerhuis in neo-Vlaamserenaissance-stijl                             |
| Ensemble burgerhuizen en winkelhuis                                    |                |                       | Antwerpen    | Regentstraat 13, 17, 21-29, Wetstraat 48                                                    | 51° 13' 12" NB, 4° 25' 43" OL | 7499    | Ensemble burgerhuizen en winkelhuis                                    |
| Burgerhuis in Louis-Philippestijl                                      |                |                       | Antwerpen    | Richardstraat 23                                                                            | 51° 13' 26" NB, 4° 25' 14" OL | 7503    | Burgerhuis in Louis-Philippestijl                                      |
| Burgerhuis en architectenwoning Joseph Goeyvaerts                      | Monument       |                       | Antwerpen    | Rotterdamstraat 51-55                                                                       | 51° 13' 25" NB, 4° 25' 9" OL  | 7509    | Burgerhuis en architectenwoning Joseph Goeyvaerts                      |
| Burgerhuis in beaux-artsstijl                                          |                |                       | Antwerpen    | Rotterdamstraat 26                                                                          | 51° 13' 26" NB, 4° 25' 6" OL  | 7510    | Burgerhuis in beaux-artsstijl                                          |
| Lagere Jongensschool 10, Lagere Meisjesschool en onderwijzerswoningen  |                |                       | Antwerpen    | Boerhaavestraat 1, Schoolstraat 2                                                           | 51° 13' 27" NB, 4° 25' 57" OL | 7525    | Lagere Jongensschool 10, Lagere Meisjesschool en onderwijzerswoningen  |
| Lagere Meisjesschool 4                                                 |                |                       | Antwerpen    | Greinstraat 15, Sint-Elisabethstraat 38                                                     | 51° 13' 20" NB, 4° 25' 27" OL | 7548    | Lagere Meisjesschool 4                                                 |
| Dokterswoning in neoclassicistische stijl                              |                |                       | Antwerpen    | Sint-Gummarusstraat 12, 12A                                                                 | 51° 13' 28" NB, 4° 25' 10" OL | 7549    | Dokterswoning in neoclassicistische stijl                              |
| Postkantoor in neo-Vlaamserenaissance-stijl                            |                |                       | Antwerpen    | Sint-Jansplein 4-5                                                                          | 51° 13' 34" NB, 4° 25' 6" OL  | 7551    | Postkantoor in neo-Vlaamserenaissance-stijl                            |
| Magazijn Kraan Natie                                                   |                |                       | Antwerpen    | Sint-Jansplein 51-52, 53                                                                    | 51° 13' 31" NB, 4° 24' 59" OL | 7552    | Magazijn Kraan Natie                                                   |
| Steeg met arbeiderswoningen                                            |                |                       | Antwerpen    | Sint-Jobstraat 15/4-7                                                                       | 51° 13' 46" NB, 4° 25' 24" OL | 7553    | Steeg met arbeiderswoningen                                            |
| Pastorie van de Sint-Amanduskerk                                       |                | Louis Baeckelmans     | Antwerpen    | Sint-Norbertusstraat 1                                                                      | 51° 13' 36" NB, 4° 25' 24" OL | 7563    | Pastorie van de Sint-Amanduskerk                                       |
| Sint-Mariagesticht                                                     |                |                       | Antwerpen    | Sint-Willibrordusstraat 39                                                                  | 51° 13' 13" NB, 4° 25' 52" OL | 7574    | Sint-Mariagesticht                                                     |
| Gekoppelde neoclassicistische burgerhuizen                             |                |                       | Antwerpen    | Sint-Willibrordusstraat 60-64                                                               | 51° 13' 11" NB, 4° 25' 50" OL | 7575    | Gekoppelde neoclassicistische burgerhuizen                             |
| Lagere Jongensschool 22 en Lagere Meisjesschool 19                     |                |                       | Antwerpen    | Stuivenbergplein 36-37                                                                      | 51° 13' 38" NB, 4° 25' 53" OL | 7600    | Lagere Jongensschool 22 en Lagere Meisjesschool 19                     |
| Sociale woonblokken ontworpen door Alfons Francken                     |                |                       | Antwerpen    | Nijverheidstraat 1-11, Stuivenbergplein 75-80, Van Kerckhovenstraat 100, Wilgenstraat 21-27 | 51° 13' 35" NB, 4° 25' 43" OL | 7601    | Sociale woonblokken ontworpen door Alfons Francken                     |
| Lagere Meisjesschool 13                                                |                |                       | Antwerpen    | Van Aerdtstraat 63                                                                          | 51° 13' 42" NB, 4° 25' 5" OL  | 7617    | Lagere Meisjesschool 13                                                |
| Burgerhuis en pakhuis in neo-Vlaamserenaissance-stijl                  |                |                       | Antwerpen    | Van Aerdtstraat 10                                                                          | 51° 13' 39" NB, 4° 24' 55" OL | 7618    | Burgerhuis en pakhuis in neo-Vlaamserenaissance-stijl                  |
| Burgerhuis en pakhuis in art-nouveaustijl                              |                |                       | Antwerpen    | Van Aerdtstraat 12-14                                                                       | 51° 13' 39" NB, 4° 24' 55" OL | 7619    | Burgerhuis en pakhuis in art-nouveaustijl                              |
| Pakhuis Gollier-Allnutt                                                |                |                       | Antwerpen    | Van Aerdtstraat 22                                                                          | 51° 13' 38" NB, 4° 24' 58" OL | 7620    | Pakhuis Gollier-Allnutt                                                |
| Gekoppelde neoclassicistische burgerhuizen                             |                |                       | Antwerpen    | Van Arteveldestraat 32-34                                                                   | 51° 13' 13" NB, 4° 25' 12" OL | 7621    | Gekoppelde neoclassicistische burgerhuizen                             |
| Burgerhuis in eclectische stijl                                        |                |                       | Antwerpen    | Van Arteveldestraat 50                                                                      | 51° 13' 15" NB, 4° 25' 13" OL | 7622    | Burgerhuis in eclectische stijl                                        |
| Burgerhuis in eclectische stijl                                        |                |                       | Antwerpen    | Van Arteveldestraat 52                                                                      | 51° 13' 15" NB, 4° 25' 13" OL | 7623    | Burgerhuis in eclectische stijl                                        |
| Jacob van Artevelde                                                    |                |                       | Antwerpen    | Van Arteveldestraat 62                                                                      | 51° 13' 16" NB, 4° 25' 13" OL | 7624    | Jacob van Artevelde                                                    |
| In den Arend                                                           |                |                       | Antwerpen    | Van Arteveldestraat 64                                                                      | 51° 13' 16" NB, 4° 25' 13" OL | 7625    | In den Arend                                                           |
| Graanpakhuis                                                           |                |                       | Antwerpen    | Van de Wervestraat 51                                                                       | 51° 13' 41" NB, 4° 24' 58" OL | 7629    | Graanpakhuis                                                           |
| Katoen Natie                                                           |                |                       | Antwerpen    | Van Aerdtstraat 31-33                                                                       | 51° 13' 41" NB, 4° 24' 59" OL | 7630    | Katoen Natie                                                           |
| Pakhuizen en kantoorgebouw Belgische Boerenbond                        |                |                       | Antwerpen    | Van de Wervestraat 57-63                                                                    | 51° 13' 39" NB, 4° 24' 60" OL | 7631    | Pakhuizen en kantoorgebouw Belgische Boerenbond                        |
| Pakhuizen Jacobs-Nys                                                   |                |                       | Antwerpen    | Van de Wervestraat 4-6                                                                      | 51° 13' 46" NB, 4° 24' 54" OL | 7632    | Pakhuizen Jacobs-Nys                                                   |
| Valkeniers Natie                                                       |                |                       | Antwerpen    | Van de Wervestraat 18-22                                                                    | 51° 13' 43" NB, 4° 24' 56" OL | 7633    | Valkeniers Natie                                                       |
| Pakhuis P. Mariano & Co                                                |                |                       | Antwerpen    | Van de Wervestraat 66                                                                       | 51° 13' 35" NB, 4° 24' 58" OL | 7634    | Pakhuis P. Mariano & Co                                                |
| Parochiekerk Sint-Eligius                                              | Monument       |                       | Antwerpen    | Van Helmontstraat 23                                                                        | 51° 13' 31" NB, 4° 26' 7" OL  | 7642    | Parochiekerk Sint-Eligius                                              |
| Parochiekerk Sint-Amandus                                              | Monument       | Louis Baeckelmans     | Antwerpen    | Van Kerckhovenstraat 35                                                                     | 51° 13' 35" NB, 4° 25' 25" OL | 7643    | Parochiekerk Sint-Amandus                                              |
| Stedelijk Onderwijsgesticht 2 voor Jongens                             |                |                       | Antwerpen    | Van Maerlantstraat 28-30                                                                    | 51° 13' 24" NB, 4° 25' 2" OL  | 7650    | Stedelijk Onderwijsgesticht 2 voor Jongens                             |
| De Criée                                                               |                |                       | Antwerpen    | Van Schoonhovenstraat 21-23, Van Wesenbekestraat 22-24                                      | 51° 13' 11" NB, 4° 25' 17" OL | 7714    | De Criée                                                               |
| Stedelijke Kindertuin 20                                               |                |                       | Antwerpen    | Violetstraat 18                                                                             | 51° 13' 18" NB, 4° 26' 8" OL  | 7728    | Stedelijke Kindertuin 20                                               |
| Burgerhuis in eclectische stijl                                        |                |                       | Antwerpen    | Violierstraat 6                                                                             | 51° 13' 18" NB, 4° 25' 3" OL  | 7730    | Burgerhuis in eclectische stijl                                        |
| Burgerhuis in neoclassicistische stijl                                 |                |                       | Antwerpen    | Violierstraat 8                                                                             | 51° 13' 18" NB, 4° 25' 3" OL  | 7731    | Burgerhuis in neoclassicistische stijl                                 |
| Burgerhuis in neoclassicistische stijl                                 |                |                       | Antwerpen    | Vliegenstraat 5                                                                             | 51° 13' 32" NB, 4° 25' 13" OL | 7734    | Burgerhuis in neoclassicistische stijl                                 |
| Patronaat van de Sint-Amandusparochie                                  |                |                       | Antwerpen    | Vliegenstraat 32                                                                            | 51° 13' 31" NB, 4° 25' 17" OL | 7735    | Patronaat van de Sint-Amandusparochie                                  |
| Neoclassicistisch burgerhuis                                           |                |                       | Antwerpen    | Wetstraat 103                                                                               | 51° 13' 8" NB, 4° 25' 48" OL  | 7747    | Neoclassicistisch burgerhuis                                           |
| Dokterswoning in eclectische stijl                                     |                |                       | Antwerpen    | Wetstraat 30                                                                                | 51° 13' 14" NB, 4° 25' 41" OL | 7748    | Dokterswoning in eclectische stijl                                     |
| Burgerhuis in eclectische stijl                                        |                |                       | Antwerpen    | Wetstraat 32                                                                                | 51° 13' 14" NB, 4° 25' 41" OL | 7749    | Burgerhuis in eclectische stijl                                        |
| Burgerhuizen in neoclassicistische stijl                               |                |                       | Antwerpen    | Wetstraat 34-36, 40                                                                         | 51° 13' 14" NB, 4° 25' 41" OL | 7750    | Burgerhuizen in neoclassicistische stijl                               |
| Architectenwoning François Van Rompaey en burgerhuis                   |                |                       | Antwerpen    | Wetstraat 42-44                                                                             | 51° 13' 13" NB, 4° 25' 42" OL | 7751    | Architectenwoning François Van Rompaey en burgerhuis                   |
| Neoclassicistische burgerhuizen                                        |                |                       | Antwerpen    | Wetstraat 76, 80, 84, 90-104                                                                | 51° 13' 8" NB, 4° 25' 46" OL  | 7753    | Neoclassicistische burgerhuizen                                        |
| Complex meergezinswoningen in art-nouveaustijl                         |                |                       | Antwerpen    | Wilgenstraat 26                                                                             | 51° 13' 32" NB, 4° 25' 44" OL | 7754    | Complex meergezinswoningen in art-nouveaustijl                         |
| Meergezinswoning in art-nouveaustijl                                   |                |                       | Antwerpen    | Willem Linnigstraat 17-19                                                                   | 51° 13' 10" NB, 4° 25' 30" OL | 7755    | Meergezinswoning in art-nouveaustijl                                   |
| Appartementsgebouw in art-decostijl                                    |                |                       | Antwerpen    | Carnotstraat 169, Turnhoutsebaan 1                                                          | 51° 13' 3" NB, 4° 25' 45" OL  | 11227   | Upload foto                                                            |
| Burgerhuis in beaux-artsstijl                                          |                |                       | Antwerpen    | Van Wesenbekestraat 76                                                                      |                               | 83749   | Burgerhuis in beaux-artsstijl                                          |
| Stedelijk Zwembad ontworpen door Daniël Joseph Algoet                  | Monument       |                       | Antwerpen    | Veldstraat 83                                                                               | 51° 13' 36" NB, 4° 25' 58" OL | 200485  | Stedelijk Zwembad ontworpen door Daniël Joseph Algoet                  |
| Kindertuin                                                             | Monument       |                       | Antwerpen    | Sint-Gummarusstraat 2                                                                       | 51° 13' 27" NB, 4° 25' 8" OL  | 200501  | Kindertuin                                                             |
| Cinema Festa                                                           | Monument       |                       | Antwerpen    | Offerandestraat 108                                                                         | 51° 13' 15" NB, 4° 25' 37" OL | 200509  | Cinema Festa                                                           |
| Cinema Pax                                                             | Monument       |                       | Antwerpen    | Lange Dijkstraat 70                                                                         | 51° 13' 42" NB, 4° 25' 12" OL | 200510  | Cinema Pax                                                             |
| Onderstation van de Compagnie Electrique Anversoise                    |                |                       | Antwerpen    | Duinstraat 124                                                                              |                               | 206856  | Onderstation van de Compagnie Electrique Anversoise                    |
| Appartementsgebouw Langohr                                             |                |                       | Antwerpen    | Van Stralenstraat 17                                                                        |                               | 212407  | Appartementsgebouw Langohr                                             |
| Hoekhuis ontworpen door Fernand Badoux                                 |                |                       | Antwerpen    | Goudbloemstraat 2                                                                           |                               | 213659  | Hoekhuis ontworpen door Fernand Badoux                                 |
| Burgerhuis in naoorlogs modernisme                                     |                |                       | Antwerpen    | Van Maerlantstraat 71                                                                       |                               | 214645  | Burgerhuis in naoorlogs modernisme                                     |
| Burgerhuis in neoclassicistische stijl                                 |                |                       | Antwerpen    | Rotterdamstraat 30                                                                          |                               | 214852  | Upload foto                                                            |
| Neoclassicistisch hoekpand                                             |                |                       | Antwerpen    | Brederodestraat 127, Broederminstraat 24                                                    |                               | 209455  | Neoclassicistisch hoekpand                                             |
| Neorenaissancistisch hoekpand                                          |                |                       | Antwerpen    | Bresstraat 25                                                                               |                               | 209456  | Neorenaissancistisch hoekpand                                          |
| Twee gespiegelde burgerhuizen in neoclassicistische stijl              |                |                       | Antwerpen    | Bresstraat 10-12                                                                            |                               | 209457  | Twee gespiegelde burgerhuizen in neoclassicistische stijl              |
| Neoclassicistisch burgerhuis                                           |                |                       | Antwerpen    | Paleisstraat 123                                                                            |                               | 209458  | Neoclassicistisch burgerhuis                                           |
| Samenstel van neoclassicistische stadswoningen                         |                |                       | Antwerpen    | Bestormingstraat 6-10                                                                       |                               | 209459  | Samenstel van neoclassicistische stadswoningen                         |
| Neoclassicistische stadswoning                                         |                |                       | Antwerpen    | Belegstraat 11                                                                              |                               | 209473  | Neoclassicistische stadswoning                                         |
| Kolenhandel Hageman                                                    |                |                       | Antwerpen    | Biekorfstraat 70-74, Everaertsstraat 69                                                     |                               | 214984  | Kolenhandel Hageman                                                    |
| Ensemble van twee huizenrijen met achterliggende bedrijfsgebouwen      |                |                       | Antwerpen    | Biekorfstraat 76-100, Everaertsstraat 71-95                                                 |                               | 214985  | Ensemble van twee huizenrijen met achterliggende bedrijfsgebouwen      |
| Panamarenkohuis                                                        |                |                       | Antwerpen    | Biekorfstraat 2                                                                             |                               | 216773  | Panamarenkohuis                                                        |
| Fabrieksschoorsteen                                                    |                |                       | Antwerpen    | Klamperstraat 40                                                                            |                               | 217037  | Fabrieksschoorsteen                                                    |
| Drukkerij-Uitgeverij Gust Janssens                                     |                |                       | Antwerpen    | Kerkstraat 7-11                                                                             |                               | 300256  | Drukkerij-Uitgeverij Gust Janssens                                     |
| Juwelier Verdickt                                                      |                |                       | Antwerpen    | Vondelstraat 4                                                                              |                               | 304647  | Upload foto                                                            |
| Kapper Jonny                                                           |                |                       | Antwerpen    | Diepestraat 45                                                                              |                               | 304648  | Upload foto                                                            |
| Apotheek Peeters                                                       |                |                       | Antwerpen    | Onderwijsstraat 63                                                                          |                               | 304650  | Upload foto                                                            |
| Slagerij Pauwels                                                       |                |                       | Antwerpen    | Sint-Jansplein 35                                                                           |                               | 304740  | Upload foto                                                            |

### Bouwkundige gehelen
| Object           | Erfgoedstatus? | Bouwjaar of architect | Deelgemeente | Adres | Coördinaten | Nummer? | Afbeelding       |
| ---------------- | -------------- | --------------------- | ------------ | --- | ----------- | ------- | ---------------- |
| Sociale woonwijk |                |                       | Antwerpen    | Boerhaavestraat 3-19, Frans de Cortstraat 17-37, Matigheidstraat 1-38, 39-43, Onderwijsstraat 2-10, 11-12, 14-16, Schoolstraat 8-14, Spaarstraat 1-15, 16-37, 38 |             | 125345  | Sociale woonwijk |

District Antwerpen: Antwerpen-Noord · Brederode · Centraal Station · Dam · Eilandje · Haringrode · Harmonie · Havengebied · Historisch Centrum (Oude Stad · Hoogstraat · Groenplaats) · Kiel · Linkeroever · Luchtbal-Rozemaai-Schoonbroek · Markgrave · Meirwijk · Middelheim · Schipperskwartier · Sint-Andries · Stadspark · Tentoonstellingswijk · Theaterbuurt · Universiteitsbuurt · Zuid · Zurenborg

Overige districten: Berchem · Berendrecht-Zandvliet-Lillo · Borgerhout · Deurne · Ekeren · Hoboken · Merksem · Wilrijk

Onroerend erfgoed in de provincie Antwerpen